# Canso (gênero poético)
A canso ou canzo foi um gênero poético e musical cultivado pelos Trovadores da Occitânia. A canso era a canção, por excelência, do trovadorismo; e possuía, por regra, estrutura rimática e melodia originais. Foi o estilo mais predominante dentro da lírica trovadoresca.

## Estrutura
A canso era uma forma repleta de exigências métricas e rimáticas. Necessariamente, a forma devia versar o Amor cortês, no tradicional cenário da submissão masculina e da elevação da figura feminina. Possuía, majoritariamente, cinco a seis coblas em redondilha ou octossílabo. O poeta que ultrapassasse os limites estruturais da canso chamaria o poema de vers.
A primeira estrofe do poema, chamada de exordium, teria uma introdução natural, com elementos evocativos à primavera, ao verão, ou ao inverno, a depender do humor do poeta. O intuito da introdução natural era expor as intenções e os sentimentos do poeta através de figuras de linguagens.
A partir do exordium, a canso possuía um corpo, e o corpo terminava na chamada tornada, estrofe última que possuía metade dos versos.
A canso era destinada ao canto; e sua melodia era inseparável do poema.